# 8881 Prialnik
8881 Prialnik (1993 FW36) là một tiểu hành tinh vành đai chính được phát hiện ngày 19 tháng 3 năm 1993 by ở Đài thiên văn Nam Âu.
Nó được đặt theo tên Dina Prialnik, "a leading expert in the modelling of thermal evolution of cometary nuclei, also known for her work ngày white dwarfs và the mechanisms of nova outbursts".